# 清水智子
清水 智子（しみず ともこ、1979年6月10日 - ）は、京都府出身の女優。リガメント所属。かつてはヨーロッパ企画に所属していた。
女優のほかにヨガのインストラクターとして活動している。

## 出演作品

### 映画
- ピンチランナー（2000年）
- 交渉人 真下正義（2005年、東宝） - 三枝希美
- UDON（2006年、東宝）
- 战火中的芭蕾（2015年）

### テレビ
- 多重人格探偵サイコ 第1話（2000年、WOWOW）
- 前日も交渉人 真下正義（2005年） - 三枝希美
- SP 警視庁警備部警護課第四係 第1話（2007年、フジテレビ）
  - SP 警視庁警備部警護課第四係スペシャル アンコール特別編（2008年）
- 風魔の小次郎 第6・8・13話（2007年、TOKYO MX）
- 土曜ワイド劇場 ミステリー作家六波羅一輝の推理 第2作（2012年、テレビ朝日）
- 聖女 第2話（2014年、NHK）
- ゴーストライター 第7・8話（2015年、フジテレビ）
- 新 法廷荒らし 猪狩文助〜終の棲家〜（2015年、TBS）
- 花咲舞が黙ってない2 第8話（2015年、日本テレビ）
- 新・牡丹と薔薇（2015年、フジテレビ）

### テレビ番組
- シャキーン!（NHK Eテレ）

### 舞台
- 祝/弔（2012年）
- 君ほほえめば（2013年）
- SPECTACLE GARDEN

### CM
- 大幸薬品 正露丸

### ラジオ
- FMシアター 呼吸する家 - 有川

### VP
- 警視庁サイバー犯罪撲滅情報セキュリティビデオ